# П'ятниця, 13-те, частина 8: Джейсон захоплює Манхеттен
П'ятниця, 13-те, частина 8: Джейсон захоплює Манхеттен (англ. Friday the 13th Part VIII: Jason Takes Manhattan) — американський фільм жахів режисера Роба Хеддена.

## Сюжет
Веселою компанією, закінчивши школу, дівчата і хлопці вирушають на кораблі в розважальну прогулянку в Нью-Йорк. На їхню біду, якорем зачепило прикутого до своєї підводної могили Джейсона, і той перетворив їхню подорож на кошмар. Але кораблем справа не обмежилася. Наступна зупинка була вже в Манхеттені, де невтомний «хокеїст» продовжує переслідувати решту жертв.

## У ролях
| Актор               | Роль                |
| ------------------- | ------------------- |
| Кейн Ходдер         | Джейсон Вурхіс      |
| Тодд Калдекотт      | Джим Міллер         |
| Тіффані Полсен      | Сюзі Дональдсон     |
| Тім Мірковіч        | молодий Джейсон     |
| Дженсен Даггетт     | Ренні Вікхем        |
| Барбара Бінгхем     | Коллін Ван Дюсен    |
| Алекс Дьякун        | Deck Hand           |
| Пітер Марк Річман   | Чарльз МакКалок     |
| Ейс                 | Тобі (пес)          |
| Воррен Мансон       | Адмірал Робертсон   |
| Фред Хендерсон      | старший механік     |
| Скотт Рівз          | Шон Робертсон       |
| Гордон Каррі        | Миль Вулф           |
| Сеффрон Хендерсон   | Джарретт            |
| Мартін Каммінс      | Вейн Веббер         |
| Вінсент Крейг Дюпрі | Джуліус Джев        |
| Шарлін Мартін       | Тамара Мейсон       |
| Келлі Ху            | Єва Ватанабе        |
| Сем Саркар          | бандит 1            |
| Майкл Беняер        | бандит 2            |
| Роджер Барнс        | поліцейський        |
| Ембер Павлік        | молодий Ренні       |
| Вінні Капоне        | вуличний хлопчисько |
| Пеггі Хедден        | офіціантка          |
| Девід Лонгуорт      | сміттяр             |
| Джаспер Коул        | тренер              |
| Девід Джекокс       | боксер              |
| Кен Кірзінгер       | кухар               |

## Цікаві факти
- Зйомки картини проходили у Ванкувері.
- У режисера й автора сценарію Роба Хеддена спочатку було дві різні ідеї для фільму — «Джейсон на кораблі» або «Секс і місто». Компанія Paramount запропонувала йому не вибирати, а просто об'єднати їх в одне ціле.
- Актриса Дженсен Даггетт, яка грала Ренні, пізніше проходила кастинг в один із фільмів Олівера Стоуна. Переглянувши її резюме, Стоун перепитав: «Ви дійсно знімалися в „П'ятниця, 13-те?“», після чого в ролі їй було відмовлено.
- В епізодах із маленьким Джейсоном знімали сина Стівена Джея Мірковіча — монтажера фільму.
- 8-ма «П'ятниця» — єдина частина серіалу, музику для якої писав не Гаррі Манфредіні, а Фред Муллен («фірмовий» мотивчик Джейсона звучить тільки у фінальних титрах).
- Початковий варіант постера зображував Джейсона, який пропорював своїм мачете плакат із написом «I LOVE NEW YORK». Однак нью-йоркський комітет із туризму чинив опір, і цей проєкт був відкинутий.
- У комерційному відношенні фільм став найменш успішною частиною саги.
- Елізабет Берклі і Діді Пфайфер пробувалися на роль Ренні.